# Casa Pons
|  | No s'ha de confondre amb Cal Pons, Casa-fàbrica Pons, o Mansana Pons. |

La casa Pons és un edifici al municipi dels Hostalets de Pierola (Anoia) inclòs a l'Inventari del Patrimoni Arquitectònic de Catalunya. Aquest edifici va ser construït per iniciativa de Pau Pons. La planta baixa es destinà a fàbrica de teixits i va ser llogada a Marcel·lí Palomes de Manresa. El 1940 la fàbrica deixà de funcionar i actualment en part de les seves dependències hi ha un taller de reparació d'automòbils. El carrer J. Mestre Lladós va ser urbanitzat a primers del segle xx.
Casa en cantonada de planta baixa i dos pisos. La façana principal s'estructura en tres cossos marcats per les obertures, essent el central més alt. Es caracteritza pel treball de maó en les obertures, sobretot en el centre de façana i a la primera planta on s'hi obren dues finestres geminades amb uns ampits molt treballats, també és interessant la solució de barana dels dos terrats, existents als extrems, que és curvilínia i feta amb elements de maó ornamentals. La planta baixa té un sòcol de pedra. S'ha adossat recentment un cos a la façana posterior.

## Història
1. 1 2 3  «Casa Pons». Inventari del Patrimoni Arquitectònic de Catalunya.   Direcció General del Patrimoni Cultural de la Generalitat de Catalunya. [Consulta: 28 agost 2015].